# Cormocephalus mundus
Cormocephalus mundus är en mångfotingart som beskrevs av Chamberlin 1955. Cormocephalus mundus ingår i släktet Cormocephalus och familjen Scolopendridae.
Artens utbredningsområde är Peru. Inga underarter finns listade i Catalogue of Life.